# کو گی-هیون
کو گی-هیون (انگلیسی: Ko Gi-hyun؛ زادهٔ ۱۱ مهٔ ۱۹۸۶) اسکیت‌باز سرعت اهل کره جنوبی است.